# Beauvoir (Oise)
Beauvoir is een gemeente in het Franse departement Oise (regio Hauts-de-France) en telt 217 inwoners (1999). De plaats maakt deel uit van het arrondissement Clermont.

## Geografie
De oppervlakte van Beauvoir bedraagt 10,1 km², de bevolkingsdichtheid is 21,5 inwoners per km².
De onderstaande kaart toont de ligging van Beauvoir (Oise) met de belangrijkste infrastructuur en aangrenzende gemeenten.

## Demografie
Onderstaande figuur toont het verloop van het inwonertal (bron: INSEE-tellingen).